# Diocesi di Texcoco
La diocesi di Texcoco (in latino: Dioecesis Texcocensis) è una sede della Chiesa cattolica in Messico suffraganea dell'arcidiocesi di Tlalnepantla. Nel 2022 contava 1.201.000 battezzati su 1.412.000 abitanti. È retta dal vescovo Juan Manuel Mancilla Sánchez.

## Territorio
La diocesi comprende i seguenti comuni nella parte orientale dello stato di Messico: Acolman, Tepetlaoxtoc, Papalotla, Tezoyuca, Chiautla, Chiconcuac, Atenco, Texcoco, Chicoloapan e Chimalhuacán.
Sede vescovile è la città di Texcoco, dove si trova la cattedrale dell'Immacolata Concezione di Maria Vergine.
Il territorio si estende su 1.131 km² ed è suddiviso in 63 parrocchie, raggruppate in 6 vicariati.

## Storia
La diocesi è stata eretta il 30 aprile 1960 con la bolla Caelestis civitas di papa Giovanni XXIII, ricavandone il territorio dall'arcidiocesi di Città del Messico.
Il 2 luglio 1964, con la lettera apostolica Laudabilis dignaque, papa Paolo VI ha proclamato la Beata Maria Vergine, con il titolo dell'Immacolata Concezione, patrona principale della diocesi, e San Giuseppe e San Michele Arcangelo patroni secondari.
In seguito, ha ceduto a più riprese porzioni del suo territorio a vantaggio dell'erezione di nuove diocesi:
- il 13 gennaio 1964 a vantaggio della diocesi di Tlalnepantla (oggi arcidiocesi);
- il 5 febbraio 1979 a vantaggio delle diocesi di Cuautitlán e di Netzahualcóyotl;
- il 28 giugno 1995 a vantaggio della diocesi di Ecatepec;
- il 3 dicembre 2008 a vantaggio della diocesi di Teotihuacan.

Originariamente suffraganea dell'arcidiocesi di Città del Messico, il 17 giugno 1989 è entrata a far parte della provincia ecclesiastica di Tlalnepantla.

## Cronotassi dei vescovi
Si omettono i periodi di sede vacante non superiori ai 2 anni o non storicamente accertati.
- Francisco Ferreira Arreola † (1º agosto 1960 - 13 dicembre 1977 deceduto)
- Magín Camerino Torreblanca Reyes † (18 aprile 1978 - 28 maggio 1997 ritirato)
- Carlos Aguiar Retes (28 maggio 1997 - 5 febbraio 2009 nominato arcivescovo di Tlalnepantla)
- Juan Manuel Mancilla Sánchez, dal 18 giugno 2009

## Statistiche
La diocesi nel 2022 su una popolazione di 1.412.000 persone contava 1.201.000 battezzati, corrispondenti all'85,1% del totale.
| anno | popolazione | popolazione | popolazione | presbiteri | presbiteri | presbiteri | presbiteri                | diaconi | religiosi | religiosi | parrocchie |
| anno | battezzati  | totale      | %           | numero     | secolari   | regolari   | battezzati per presbitero | diaconi | uomini    | donne     | parrocchie |
| ---- | ----------- | ----------- | ----------- | ---------- | ---------- | ---------- | ------------------------- | ------- | --------- | --------- | ---------- |
| 1966 | 487.200     | 500.068     | 97,4        | 65         | 55         | 10         | 7.495                     |         | 13        | 191       | 57         |
| 1970 | 882.019     | 904.855     | 97,5        | 86         | 68         | 18         | 10.256                    |         | 18        | 212       | 53         |
| 1976 | 1.621.249   | 1.666.415   | 97,3        | 127        | 91         | 36         | 12.765                    |         | 52        | 222       | 66         |
| 1980 | 950.000     | 1.000.000   | 95,0        | 83         | 65         | 18         | 11.445                    |         | 39        | 225       | 45         |
| 1990 | 2.567.000   | 2.790.000   | 92,0        | 131        | 123        | 8          | 19.595                    | 20      | 8         | 205       | 87         |
| 1999 | 2.601.000   | 3.060.000   | 85,0        | 146        | 128        | 18         | 17.815                    | 24      | 27        | 272       | 70         |
| 2000 | 2.907.391   | 3.114.000   | 93,4        | 140        | 121        | 19         | 20.767                    | 24      | 34        | 281       | 70         |
| 2001 | 2.907.391   | 3.114.000   | 93,4        | 149        | 129        | 20         | 19.512                    | 14      | 31        | 256       | 75         |
| 2002 | 2.967.491   | 3.176.200   | 93,4        | 160        | 136        | 24         | 18.546                    | 24      | 48        | 299       | 77         |
| 2003 | 2.958.706   | 3.239.724   | 91,3        | 164        | 148        | 16         | 18.040                    | 24      | 16        | 257       | 80         |
| 2004 | 3.010.792   | 3.304.518   | 91,1        | 167        | 152        | 15         | 18.028                    | 24      | 15        | 269       | 83         |
| 2010 | 1.442.534   | 1.605.000   | 89,9        | 127        | 112        | 15         | 11.358                    | 7       | 130       | 218       | 60         |
| 2014 | 1.209.169   | 1.427.915   | 84,7        | 139        | 126        | 13         | 8.699                     | 7       | 113       | 177       | 48         |
| 2017 | 1.236.503   | 1.354.872   | 91,3        | 153        | 129        | 24         | 8.081                     | 6       | 180       | 187       | 53         |
| 2020 | 1.273.600   | 1.395.500   | 91,3        | 147        | 124        | 23         | 8.663                     | 3       | 115       | 197       | 60         |
| 2022 | 1.201.000   | 1.412.000   | 85,1        | 145        | 124        | 21         | 8.282                     | 2       | 164       | 153       | 63         |